# Quinze de Novembro (Giruá)
Quinze de Novembro é um distrito do município de Giruá, no Rio Grande do Sul. O distrito possui cerca de 600 habitantes e está situado na região sudoeste do município.